# Image de marque
Pour les articles homonymes, voir image (homonymie).
 (novembre 2012).
Si vous disposez d'ouvrages ou d'articles de référence ou si vous connaissez des sites web de qualité traitant du thème abordé ici, merci de compléter l'article en donnant les références utiles à sa vérifiabilité et en les liant à la section « Notes et références ».
 (octobre 2016).
L'image de marque (communément appelée Brand management en anglais) est la représentation perçue par le public d'une entreprise, d'une organisation ou d'une institution  (et de leurs services, de leurs produits et de leurs marques commerciales).
L'image de marque est produite par la combinaison d'un ensemble de représentations résultant des relations entre deux ou de multiples entités, chacune pouvant simultanément ou alternativement être amenée à percevoir l'autre ou à vouloir l'influencer.
Les représentations véhiculées ou associées à l'image de marque sont essentiellement « mentales » : même si elles nous parviennent via des médias et/ou supports concrets ayant explicitement une fonction de diffusion d'un message construit et délibéré, leur appropriation par chacun relève de l'acte individuel, avec tout ce qu'il peut être, c'est-à-dire subjectif, instable, sélectif, partial et simplificateur, mais aussi susceptible d'être partie à l'échange, d'être accessible au raisonnement, de laisser prise à l'influence, voire à la manipulation.
Par extension, et d'une manière impropre, l'expression est aujourd'hui étendue à la perception d'une personnalité.
Les marques contiennent habituellement les éléments tels que :
- Nom : le mot ou les mots utilisés pour identifier la compagnie, produit, ou service.
- Logo : l’image qui permet d’identifier la marque visuellement.
- Slogan : qui donne l’authenticité et la reconnaissance de la marque.
- Graphiques : une partie qui distingue la marque des autres.
- Forme : une forme distinctive telle que les bouteilles de Coca-Cola par exemple.
- Couleurs : une reconnaissance instantanée de la marque qui est parfois une marque de commerce.
- Sons : un ton unique ou une série de notes qui permettent de reconnaître la marque.

## Enjeux d'une image de marque
L'image de marque d'une entreprise résulte de la perception reçue, ressentie et enregistrée par le public d'une multitude d'éléments physiques et immatériels. En tant qu'image « perçue », elle peut différer de l'image que l'entreprise a d'elle-même ou de l'image qu'elle s'efforce de diffuser.
Cette image se forge à travers des composantes d'une extrême diversité dont chacune nécessite autant d'attention de la part de l'entreprise. Ainsi, lorsqu'une entreprise commet des erreurs — qui affectent la société en interne comme à l'externe — cela peut entraîner un risque de réputation. Aussi, l'image de marque fait-elle partie des options fondamentales et stratégiques de la Communication de l'entreprise.
Appliquée aux produits, l'image de marque crée pour le consommateur de la valeur ajoutée lorsque celle-ci :
- garantit l'uniformité du produit dans la durée (reconnaissance d'une présence familière, continue et durable)
- permet de se différencier (annonce d'une promesse produit spécifique)
- peut valoriser le consommateur (identité du consommateur)
- permet de repérer le produit dans les rayons (logo, conditionnement (emballage), présentation, dénomination)
- permet de fidéliser le client (création d'un lien de confiance)

Appliquée à l'entreprise, L'image de marque crée pour l'entreprise de la valeur ajoutée lorsque celle-ci :
- devient un actif négociable intangible (goodwill).
- devient un outil de pression sur la distribution (rôle de prescription).
- permet d'augmenter la marge sur coût variable (justification d'un prix plus élevé).
- permet de créer un sentiment d'appartenance (effet de notoriété et culture d'entreprise).
- permet de faciliter l'embauche auprès des demandeurs d'emploi (gestion des ressources humaines).
- permet de faciliter le financement (confiance pour le marché boursier).

## L’orientation de la marque
L’orientation du branding réfère au degré que l’organisation met en valeur les pratiques de la marque qui s’oriente vers la construction de ses capacités. C’est une approche délibérée de travailler avec des marques, de façon interne ou externe. La force motrice derrière cette augmentation d’intérêt dans les grandes marques est le taux d’accélération de leurs globalisations. Ceci résulte à une situation de compétition intense et éternelle dans plusieurs marchés.
La supériorité d’un produit n’est plus suffisante pour garantir son succès. Le niveau de rapidité de l’évolution technologique et l’augmentation de la vitesse de production d’imitations a considérablement réduit le cycle de vie des produits. Les conséquences sont que les avantages de la compétition risque de bientôt se transformer en prérequis compétitif. Pour cette raison, le nombre de compagnies grandissantes visent des outils plus compétitifs, comme les marques.

## Identité de la marque
Certains auteurs insistent sur l'importance de l'identité de la marque, qui répond et complète celle d'image de marque.
Selon Géraldine Michel (2000), la marque est composée d’un noyau central et d’une périphérie.
Saverio Tomasella (2002) a prolongé cette approche. Il a développé un Modèle sphérique trivalent de l'identité de la marque afin que chaque marque, « à travers la mythologie qui lui est propre, puisse être étudiée en fonction de trois sous-ensembles articulés qui définissent son identité en mouvement : les identifiants fondamentaux, les identifiants charnières et les identifiants périphériques ». La représentation sphérique illustre la complexité dynamique de l’identité d’une marque.
- Le premier cercle, central, est le noyau de la marque : il rassemble les valeurs « essentielles ».
- Le second cercle, l'articulation, assure la cohésion de la marque et regroupe les valeurs « intermédiaires ».
- Le troisième cercle, à la périphérie, filtre les nouvelles informations, provenant des interactions de la marque avec son environnement : il est composé de valeurs « circonstancielles ».

« Ce modèle ternaire permet de tester tout projet d’extension de marque, mais aussi toute nouvelle campagne de communication, en s’assurant que le segment de marché ciblé percevra l’identité de la marque, transformée par ces projets, sans être trahie ou méconnaissable ». Une telle perspective favorise la différenciation de la marque, de façon sensible et pas seulement intellectuelle. Elle permet le développement d'un marketing-mix étendu reposant sur sept variables fondamentales (5p2i). Le marketing-mix élargi est global : il est élaboré à partir du positionnement et de l’identité de la marque.
Il vous faut concevoir une identité distinctive, significative et séduisante pour la clientèle ciblée; communiquer le bon message; s’assurer de livrer une prestation à la hauteur des attentes des clients et leur faire vivre une expérience unique.

## Réseaux sociaux
Même si les réseaux sociaux ont changé leurs tactiques de commercialiser des marques, leurs buts principaux reste les mêmes, attirer et garder leurs clients. Par contre, les compagnies ont maintenant expérimenté de nouveaux défis avec l’introduction des réseaux sociaux. Ce changement trouve la bonne balance entre amener les clients à partager le mot à propos des marques avec différentes plateformes, pendant qu’ils contrôlent toujours le but principal de la compagnie en termes de stratégie de marketing.
La commercialisation via le bouche-à-oreille sur les réseaux sociaux tombent dans une autre catégorie de commercialisation virale, cela décrit largement toutes stratégies qui encouragent les individus à propager le message. Ceci engendre un potentiel pour une expansion exponentielle dans l’exposition du message et d’influence. Les formes basiques de cela sont vues quand un client fait un commentaire sur un produit, une compagnie, ou encourage une marque. Cette technique de marketing permet aux utilisateurs de propager le mot sur la marque, ce qui crée de l’exposition pour la compagnie. À cause de cela, les marques deviennent plus intéressées à explorer, ou utiliser les réseaux sociaux pour des bénéfices commerciaux.

## Stratégie de marque

### Comment créer une marque
Par exemple, à la question : « Quelle marque donneriez-vous à une friandise croquante au chocolat destinée aux enfants de 6 à 12 ans ? », trois types de réponses peuvent être données :
1. une réponse sous forme de marque promesse ⇒ Chococroc ou Crocola (on vous promet quelque chose : ici croquer du chocolat).
2. une réponse sous forme de marque cible ⇒ Chocobambin (on vise un marché particulier : ici le marché des bambins).
3. une réponse sous forme de marque univers ⇒ Chocorécré (on fait référence à un environnement : ici le domaine des activités de la « récréation »).

### Les alliances de marque
Des stratégies de marque peuvent servir l'entreprise par le/la :
- codéveloppement : deux firmes collaborent en vue de développer une marque nouvelle (ex : Mercedes et Swatch pour Smart)
- publicité jointe : une firme insère une marque, un logo, une recommandation d'une autre marque, souvent se situant sur le marché environnant ou le marché support (ex : Dell recommande Google)
- promotion couplée : cette forme de promotion par lot se retrouve souvent sur le marché des biens de consommation courante tel que l'alimentaire (ex : du rhum Bacardi vendu avec une bouteille de Coca-Cola)
- codénomination fonctionnelle : deux firmes s'associent pour créer un produit commercialisé sous les deux noms de marque (ex : mousse au chocolat Yoplait / Côte d'Or)
- codénomination conceptuelle : deux firmes s'associent pour associer une image de marque à un produit existant (ex : Clio Chipie)

### Développer son image de marque sur internet
Lorsqu'une entreprise démarre, comme n'importe quelle start'up, elle se doit de développer une image de marque le plus rapidement possible. Pour cela, de nombreuses stratégies existent. On associe souvent cela à la notion de visibilité. Si les grandes entreprises utilisent les méthodes conventionnelles (publicité, partenariat, sponsoring, affiliation…), certaines petites entreprises se focalisent sur des méthodes moins coûteuses, qui consistent à accroître ses relations avec les quelques prospects/clients, pour viser une rentabilité rapide, tels que :
- Développer une liste de diffusion
- Optimiser le taux d'engagement de ses utilisateurs (pour un site web par exemple)
- Blogging[7]
- Partir à la pêche aux contacts dans des salons thématiques

Se référer à des livres blancs ou une Checklist pour développer son image de marque est une solution fiable afin de n'oublier aucune information.

### Le concept de marque utile
Une démarche de marque utile (ou anglicisme Brand Utility) consiste à rendre la marque utile aux yeux des consommateurs à travers une action sociétale non directement liée au produit. Il s'agit en général de la fourniture d'un produit ou service utile et gratuit.
Ce produit n'est pas le produit principal lié au cœur de métier de l'entreprise (même si le produit est lui-même utile). C'est un autre produit, dont l'entreprise ne fait pas commerce. Par contre, il s'agit souvent d'un produit faisant référence au contexte de la marque.
Exemples :
- Michelin, fabricant de pneumatiques décide de s'impliquer en 1911 dans la numérotation des routes, inexistante à l'époque.
- Always, fabricant de protections périodiques, a souligné son positionnement de "marque protectrice des femmes", en proposant une application smartphone permettant aux femmes de sécuriser leur parcours à pied contre les agressions[9]
- Une agence de voyages proposant des cartes du monde murales gratuites.
- l'Application "Hapi" de la SNCF joue les guides touristiques en permettant de découvrir des images et des informations sur les sites traversés, par géolocalisation.
- De nombreux guides techniques utiles sous la forme de livres mais également de posters à accrocher sur le lieu du travail technique (garage, atelier…), avec la marque sponsor visible.

## Les différents types de marque

### Marque de gamme
Une marque de gamme est une marque d'un ensemble de produits qui ont un lien entre eux. L'image de marque d'un produit se diffuse sur les autres produits de la gamme. Le coût de la communication sur la marque de gamme sert tous les produits de la gamme.

### Marque-ombrelle
La marque-ombrelle, orthographiée aussi marque ombrelle, désigne une marque qui abrite et regroupe d'autres marques, généralement un ensemble de produits hétérogènes (à l’échelle d’un groupe ou au niveau d’une gamme).
Par exemple, Michelin (des guides, des pneus…), la chaîne d'hôtels Ibis. Chaque produit porte une promesse et un bénéfice consommateur et est soutenu par une communication globale, commune, sous un même nom de marque.

### Marque globale
La séparation entre les commodités/services de nourriture et technologies n’est pas une question de chance : les deux secteurs dépendent beaucoup sur les ventes aux consommateurs individuels qui doivent être capable de compter sur la propreté/qualité ou reliabilité/valeur, respectivement. Pour cette raison, les industries comme l’agriculture (qui vend aux autres compagnies dans le secteur agroalimentaire), prêts étudiants (qui ont une relation avec les universités et écoles à la place des individus donneurs), et électricité (qui sont généralement un monopole contrôler) ont une image de marque moins abondante et moins reconnue. La valeur de la marque n’est pas simplement un sentiment floué d’intérêt du consommateur, mais une quantité active de valeur de bonne volonté sous généralement des principes comptés et acceptés. Les compagnies vont rigoureusement défendre leurs nom de marque, incluant la prosécution de contrefaçon de marques. Occasionnellement, les marques de commerces vont différer selon les pays.
Parmi les marques les plus reconnues ainsi que les plus visibles, il y a le slogan ainsi que le logo des produits Coca-Cola par exemple. Malgré de nombreux tests à l'aveuglette indiquant que la saveur du Coke n’est pas la préférée de tous, Coca-Cola continue de profiter d’un dominant partage du marché du cola. L’histoire de Coca-Cola est rempli d’incertitudes qu’un folklore s’est installé au tour de la marque, incluant le mythe réfuté que Coca-Cola a inventé le père noël qui est habillé en rouge. Ceci est utilisé pour obtenir un entré de marché dans les régions moins capitalistes dans le monde tel que la Chine ou la Russie. La traduction culturelle est utile au pays entrant dans de nouveaux marchés.
La gestion de marques modernes croisent également des problèmes légaux comme la généralisation de marques de commerces. La compagnie “Xerox” continue de combattre intensément les médias peu importe quand un reporter ou un autre écrivain utilise simplement “Xerox” comme synonyme de photocopie. Est-ce-que l’usage de Xeros devrait être accepté comme étant le standard Américain en termes de “photocopie” pour que les compétiteurs de Xeros peuvent argumenter avec succès en court qu’ils sont permis de créer des machines “Xeros” également? Atteindre ce stade de domination du marché est un triomphe de la gestion de marque, et devenir dominant habituellement mène à de grands profits.

### Marque-produit
Elle associe un nom et une promesse spécifique à un produit.
Exemples : Ariel, Vizir, Dash, Zest, Camay, Monsavon, Badoit, Fruité, Évian, Omo

### Marque-caution
Elle est liée à plusieurs gammes complexes de produits, et vient en complément d'autres marques pour authentifier le produit.
Exemples : {Danone, Dany, Danette}, {Gillette, Gill, Contour} {Lidl}.

### Marque de distributeur
Une marque de distributeur (détenue par un distributeur) permet à celui-ci de récupérer une marge plus importante même si les prix pratiqués sont plus faibles que pour les marques de producteurs. Elle concurrence vivement les producteurs qui sont soumis en plus aux marges en amont et en aval des distributeurs, à la promotion forcée et au « délotage »[réf. souhaitée] [Comment ?] .

### Marque-ligne
Elle regroupe sous un même nom des produits qui s'adressent à une clientèle particulière et bénéficient d'une promesse spécifique.
Exemples : Dior, Poison (parfum).

### Griffe
Il s'agit de la signature d'une création originale. Le territoire de la griffe s'exprime par rapport à une compétence reconnue et un style.
Exemples : Yves Saint Laurent, Louis Vuitton, Cartier, Studio Harcourt.

### E-marque
L'expression e-marque est l'expression utilisée pour désigner une marque conçue sur internet.
Exemples : Dell[réf. souhaitée], Amazon.

## La terminologie de marque

### L’image de marque
L’image de marque se définit à l’image que l’organisation veut faire projeter. Une signification psychologique ou profil associé à la marque.

### L’association de marque
L’association de marque réfère à un nœud d’informations qui garde en mémoire la forme d’un réseau d’associations et lié à une variable clé. Par exemple, les variables telles que l’image de marque, la personnalité de la marque ou la préférence de marques sont des nœuds dans un réseau qui décrit les sources de congruité de la marque.

### L’attitude de la marque
L’attitude de la marque cite une évaluation générale de la marque avec respect à son habileté de percevoir les capacités d’atteindre une motivation cohérente.

### La notoriété de la marque
La notoriété de la marque est le point où les consommateurs peuvent identifier une marque sous plusieurs conditions. Les commerçants peuvent identifier habituellement deux types distincts de notoriété de marque, comme la reconnaissance de la marque et le rappel de la marque.

#### Déficit d'image
Une entreprise dont l'image de marque est ternie souffre d'un déficit d'image.

### L’équité de la marque
L’équité de la marque vient de la commercialisation où l’équité de marque est traitée dans la mesure de la force d’attachement des consommateurs à la marque ; une description des associations et croyances que le consommateur a à propos de la marque.

### La personnalité de la marque
La personnalité de la marque s’attache aux traits de personnalité humains qui y sont applicables, ainsi que significatifs à la marque.

### La congruité d’elle-même
La congruité d’elle-même fait allusion aux consommateurs qui préfèrent des marques qui ont des personnalités similaires avec les leurs. Les consommateurs ont tendance à former une fort attachement avec les personnalités des marques qui représentent les leurs.

### La préférence de marque
La préférence de marque se démarque par la prédisposition des consommateurs à certaines marques qui résument leurs informations cognitives sur les stimuli de la marque.

## L'audit des marques
Actifs immatériels lorsqu’elles sont développées en interne, les marques sont un bon exemple des techniques de valorisation qui pourraient être utilisées pour d’autres indicateurs du capital immatériel. Il y a plusieurs grandes méthodes pour évaluer une marque :

### Approche par les coûts
Elle consiste à valoriser une marque par rapport soit aux coûts qui ont été engagés pour la créer, soit par rapport aux coûts qu’il serait nécessaire d’engager pour développer une marque similaire. Dans ce dernier cas, il s’agit plus d’une dimension de coûts de remplacement que de coûts historiques.

### Approche de marché
La deuxième méthode est une approche de marché, de type « comparables », qui consiste à examiner le prix payé pour une autre marque, et par comparaison avec un agrégat qui semble pertinent (CA, nombre d’unités vendues…) il est alors possible d’en déduire la valeur de la marque à évaluer.

### Approche par les revenus
Elle se décompose en deux sous méthodes :
- Celle dite des redevances, qui valorise la marque en actualisant les revenus futurs qu’elle est supposée générer, ou dans la perspective d’une acquisition, les économies futures liées au non-paiement d’une redevance, comme le fait d’être propriétaire d’un bâtiment permet d’économiser le loyer.
- Celle dite du super profit qui actualise le super profit que l’entreprise va pouvoir dégager grâce à la marque. Ce super profit est défini comme le profit que la marque va permettre de générer au-delà du profit attendu pour la rémunération des capitaux employés. En clair, la marque permet d’appliquer une prime sur le prix, mais comme elle génère aussi des coûts complémentaires, c’est ce différentiel actualisé qui est la valeur de la marque.

### Approche par la valeur perçue et la part de préférences
- La valeur perçue d'une marque par une personne est fonction de son implication (importance des projets que la marque et susceptible de réaliser par son acquisition ou son utilisation), des critères de préférences de la personne et des qualités discriminantes qu’elle attribue à la marque. La valeur perçue d'une marque est obtenue par un protocole d’études spécifique (Sima, développé par l'institut MarketForces) qui permet la modélisation de l’univers de préférences des clientèles sur un marché donné, à partir d'un échantillon représentatif.
- Cette approche débouche aussi sur l'évaluation des parts de préférences des marques en compétition sur un marché donné. La part de préférences d’une offre est la proportion de personnes qui préfère a priori cette offre aux offres concurrentes. Il existe une relation de cause à effet entre la part de préférences et la part de marché. Les études auprès des médecins de ville ont démontré cette relation. La part de préférences ne peut pas être calculée à partir d’un simple déclaratif. Elle est obtenue à partir des valeurs qu’un échantillon représentatif confère à chaque offre en compétition (protocole Sima de MarketForces).